# イェジ・ククチカ

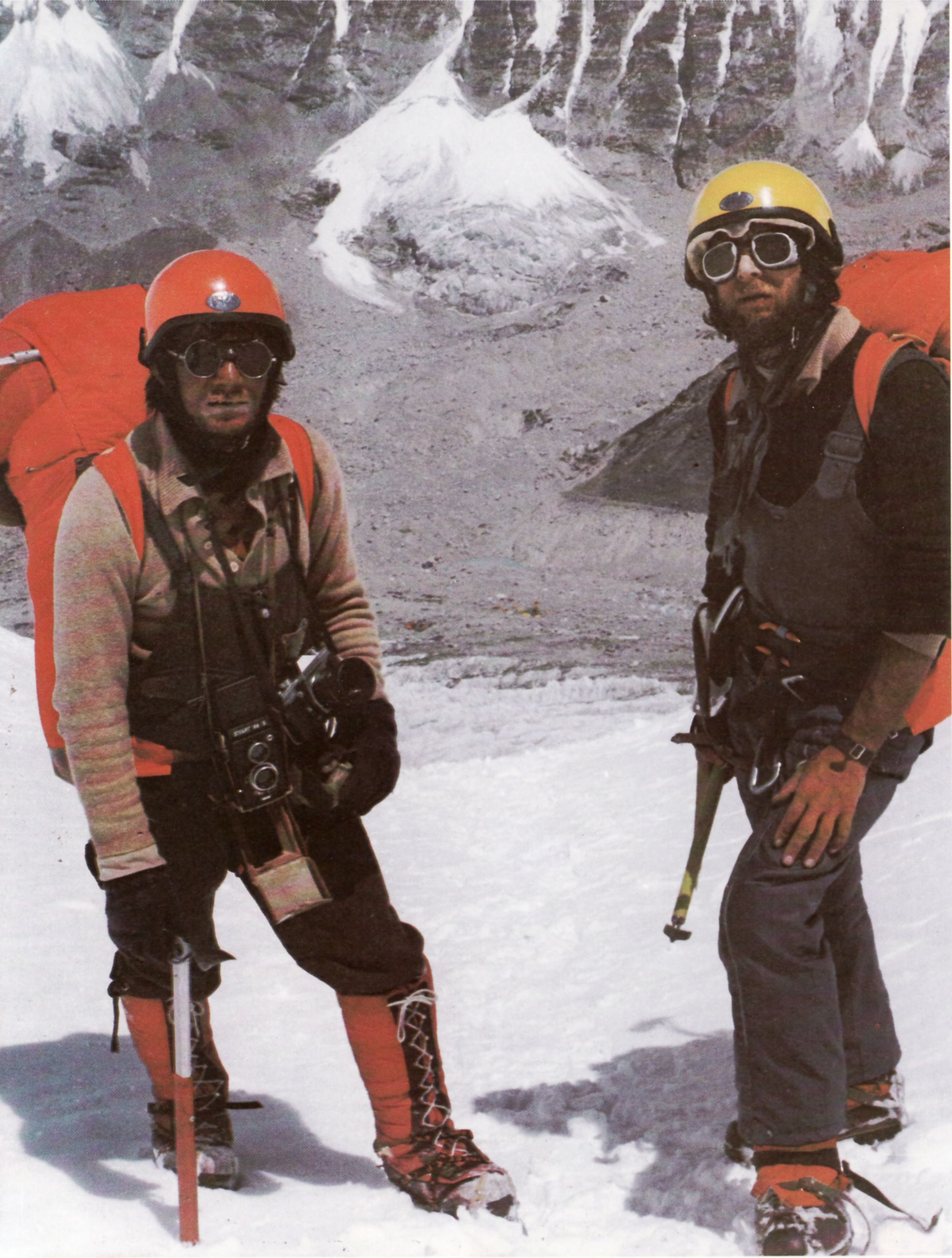
イェジ・ククチカ（左）とアンジェイ・チョク、1980年5月19日、エベレストにて

イェジ・ククチカ（Jerzy Kukuczka、1948年3月24日 - 1989年10月24日）は、ポーランドの登山家。カトヴィツェ出身。1987年9月18日に、ラインホルト・メスナーに次いで、世界で2番目に8000メートル峰全14座登頂を達成。1989年10月24日、当時、誰も登攀に成功していなかったローツェ南壁（高さ3,300m）の登攀中、標高約8,200mの部位から転落死。

## 8000メートル峰全14座の登頂記録
ククチカは世界中でも優秀な登山家の一人とみなされている。彼は他の誰よりも全14座登頂を短時間で成し遂げた（全14座登頂にかかった期間は8年間）。この過程でククチカは10個の新ルート開拓と4座の冬季登頂を成し遂げた。マカルーの単独登頂は写真などの十分な証明が無かったため当初は疑問視されていたが、山頂に残置した人形を翌年に登頂した韓国人登山家の許永浩が発見し登頂を証明した。
1. 1979年 ローツェ - ノーマルルート
2. 1980年 エベレスト - サウスピラー（新ルート）
3. 1981年 マカルー - マカルー・ラ～北西稜（新ルート）、アルパインスタイル、単独
4. 1982年 ブロード・ピーク - ノーマルルート、アルパインスタイル
5. 1983年 ガッシャーブルムII峰 - 南西稜（新ルート）、アルパインスタイル
6. 1983年 ガッシャーブルムI峰 - 南西壁（新ルート）、アルパインスタイル
7. 1984年 ブロード・ピーク - 北峰～中央峰～主峰縦走（新ルート）、アルパインスタイル
8. 1985年 ダウラギリ - ノーマルルート、冬季初登頂
9. 1985年 チョ・オユー - 南東ピラー（新ルート）、冬季初登頂（第二次隊）
10. 1985年 ナンガ・パルバット - ルパール壁南東ピラー（新ルート）
11. 1986年 カンチェンジュンガ - 南西壁（ノーマルルート）、冬季初登頂
12. 1986年 K2 - 南壁（新ルート）、アルパインスタイル
13. 1986年 マナスル - 北東壁（新ルート）、アルパインスタイル
14. 1987年 アンナプルナ1峰 - 冬季初登頂
15. 1987年 シシャパンマ - 西稜（新ルート）、アルパインスタイル
16. 1988年 アンナプルナ東峰 - 南壁（新ルート）、アルパインスタイル

エベレスト以外では酸素ボンベを使用していない。